# Autocamion

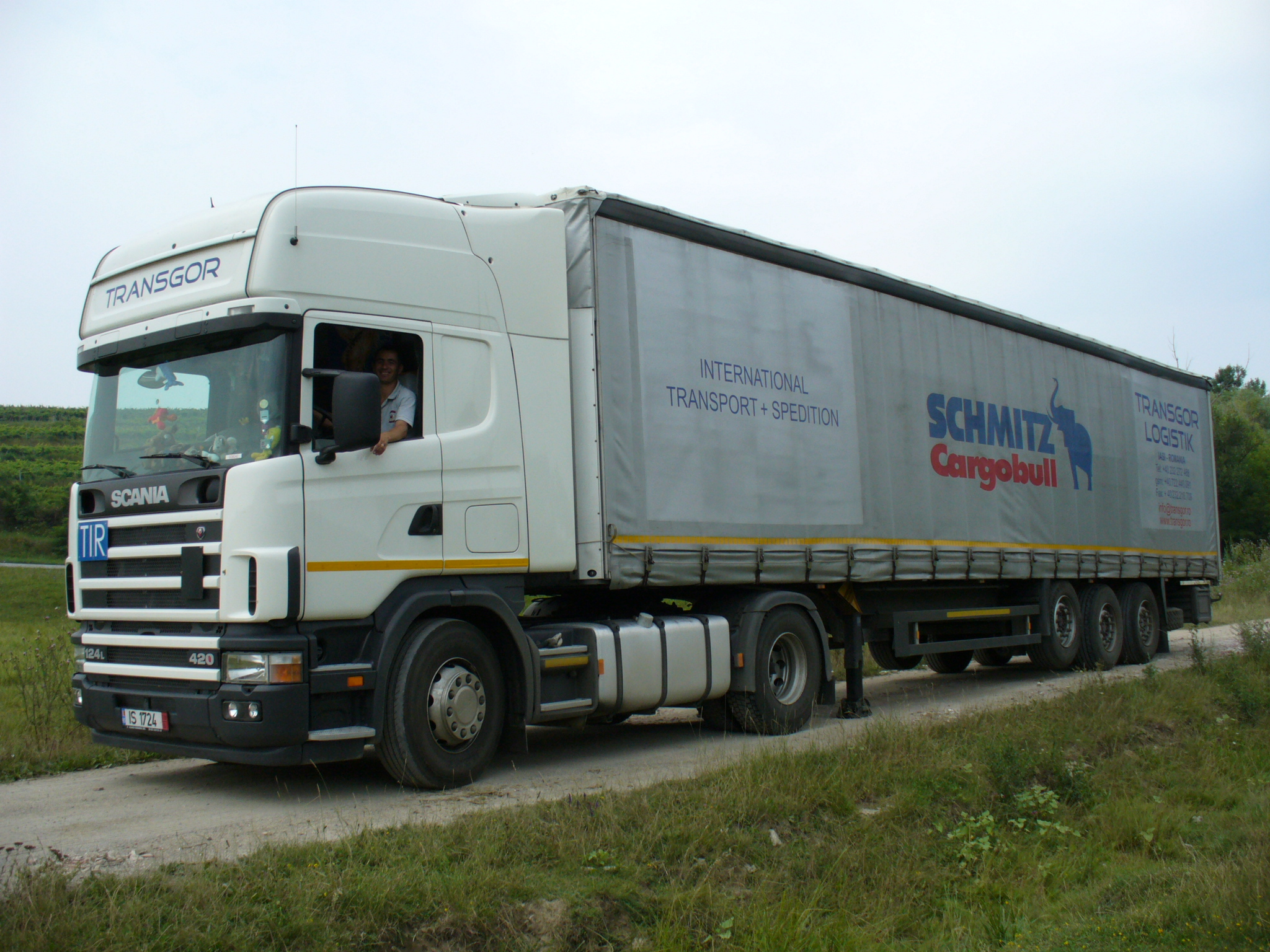
Camion Scania cu semiremorcă

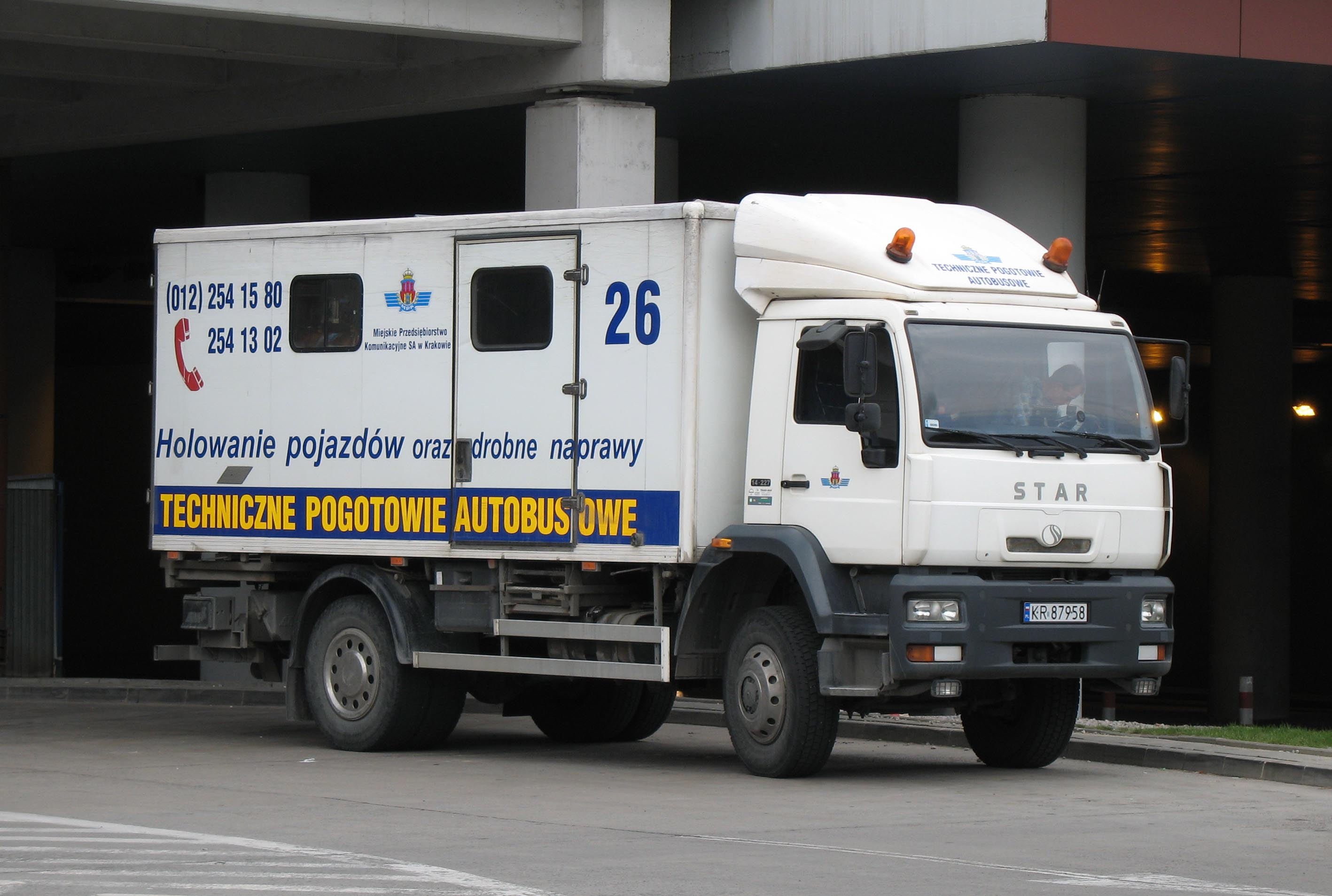
Star S2000

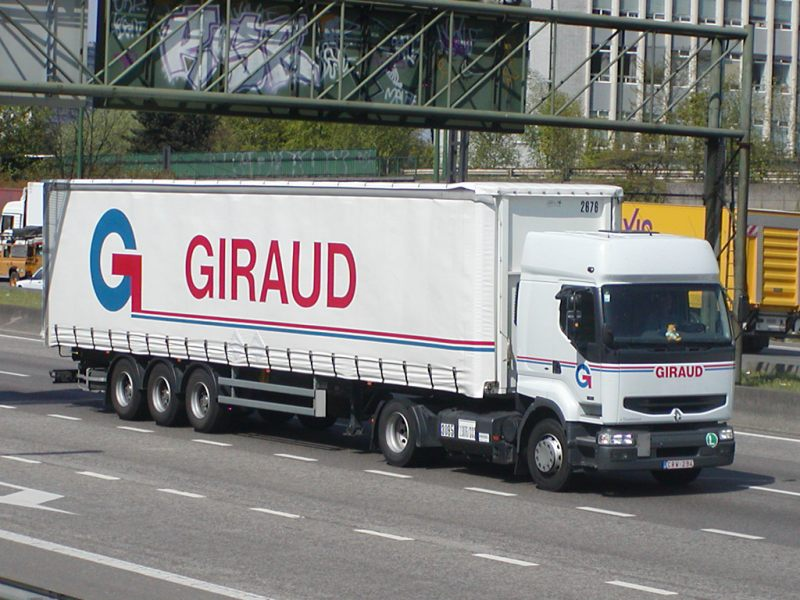
Renault Premium

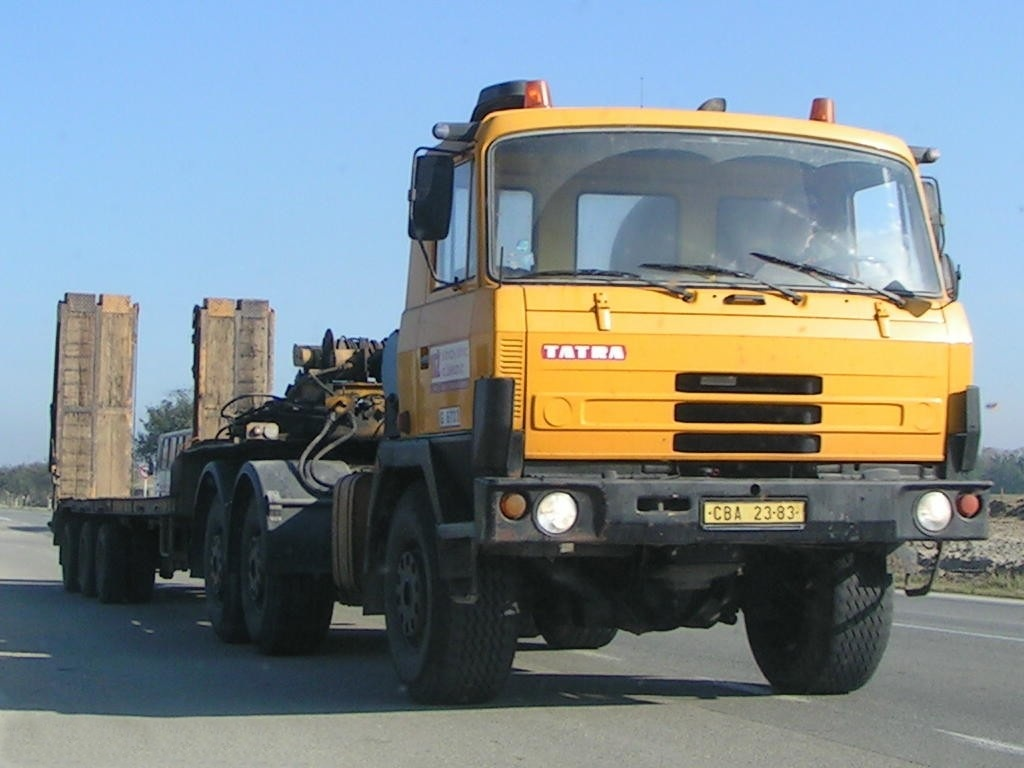
Tatra T815

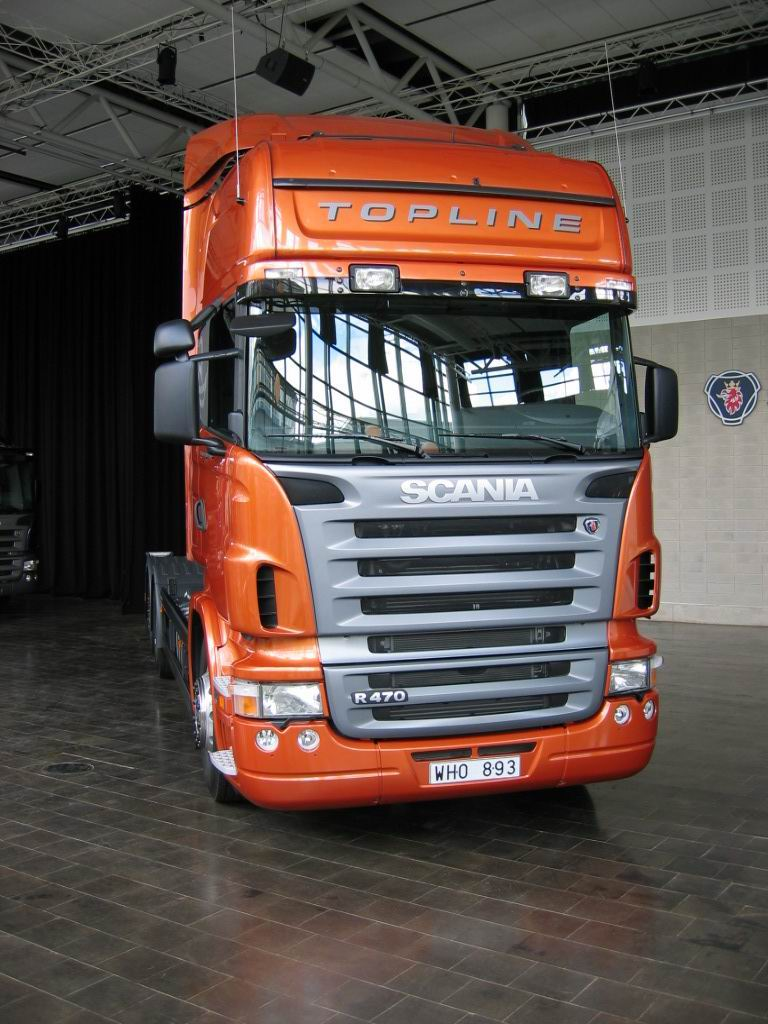
Scania R470

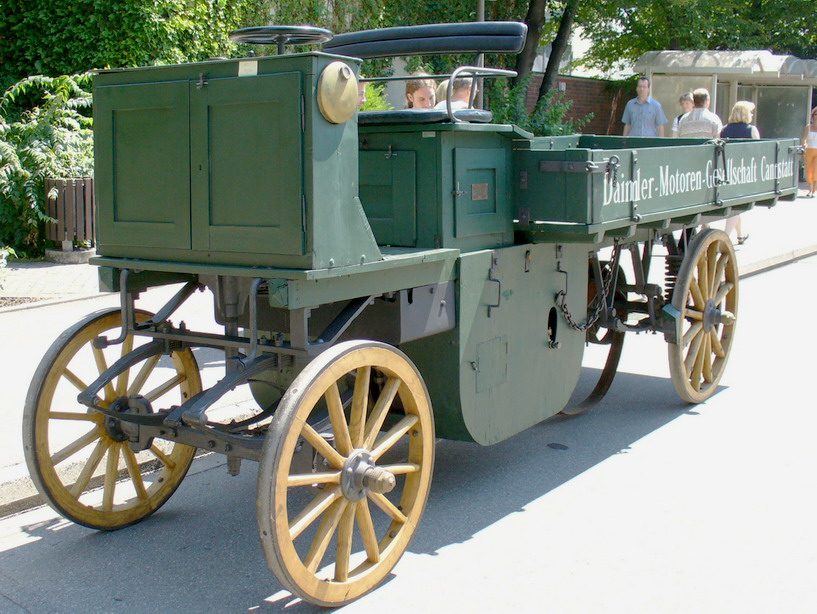
Daimler-Lastwagen, 1896

Autocamionul, sau mai simplu camionul, este un autovehicul de dimensiuni mari, prevăzut cu platformă sau cu benă, folosit în transporturi de materiale, de mărfuri etc. în greutate de peste două tone. Autocamionul este un vehicul capabil să transporte mărfuri singur, autonom, și diferă de alte vehicule destinate transporului rutier de mărfuri prin faptul că are motricitate proprie. Acest articol va prezenta numai camioanele obișnuite, fără a include autovehiculele cu destinație specială, cum ar fi autospecialele destinate stingerii incendiilor, cele destinate colectării deșeurilor menajere etc. Autocamionul este numit și TIR, prescurtarea de la Transport Internațional Rutier.

## Istoric
Se crede că primul camion a apărut accidental, în 1895, datorită experimentelor cu motoare făcute de Daimler și Maybach. Aceștia au decis să verifice dacă cu noul lor motor ar putea conduce o mașină foarte grea și să vadă ce viteză ar putea dezvolta o astfel de mașină.
Autocamionul a devenit popular ca vehicul pentru transport de marfă în comun, dar structura lui evoluează din anii 1920. Autocamioanale cu cabină avansată din Europa unde șoferul stă adesea în fața sau deasupra motorului și a roților din față sunt un model popular european. Aceste tipuri de camioane sunt răspândite adesea în Europa, în timp ce în America de Nord și în Australia șoferul adesea stă în spatele motorului și a roților din față, botul autovehiculului ieșind în față. Puterea acestora este generată de motoarele Diesel masive, cu turboalimentare, care îi asigură forța de tracțiune necesară pentru a mișca cu putere autovehiculul încărcat dintr-un start oprit sau în sus pe o pantă abruptă.

## Descriere generală
Pentru a servi scopului său, transferul rutier de mărfuri, autocamionul este dotat cu remorci sau semiremorci, mai mari sau mici, platforme deschise, acoperite cu prelată sau dube închise, în unele cazuri având atașate diverse echipamente de lucru, cum ar fi macarale, motostivuitoare, încărcătoare etc. pentru a facilita operațiunile de încărcare-descărcare.
Locul șoferului într-un camion trebuie să fie întotdeauna protejat de eventualele deplasări ale obiectelor transportate. Acest lucru s-a realizat construind separat cabina de spațiul destinat mărfii, sau prin montarea unui paravan de protecție în cazul în care aceste spații sunt comune.
În funcție de dimensiune, autocamioanele se pot împărți în următoarele categorii:
- Autocamion ușor, cu masa maximă autorizată de până la 3,5 tone, categorie în care se pot include camionetele și furgonetele.[2]
- Autocamion mediu, cu masa maximă autorizată între 3,5 și 7,5 tone.
- Autocamion greu, cu masa totală maximă autorizată între 7,5 și 12 tone.
- Autocamion cu gabarit depășit (peste 12 tone).

## Autotrenuri
Autotrenurile sunt autovehicule formate dintr-un camion cu mai multe remorci de transport de mărfuri în care poate fi asemănător cu un tren de căi ferate. Spre deosebire de trenurile electrice, autotrenurile sunt folosite pentru a transporta mai multe mărfuri sau pentru importarea sau exportarea mărfurilor în fabrici sau industrii. Acestea sunt folosite pe distanțe mari în Australia, parțial și în Africa de Sud.

## Mărci renumite
- DAF Europe
- Mercedes-Benz
- Roman S.A.
- Volvo
- Renault Trucks
- Mack America
- GAZ
- KAMAZ
- URAL
- MAZ
- KrAZ
- Unimog
- Freightliner
- Western Star
- Sterling
- Kenworth
- Peterbilt
- Foden
- Leyland
- Scania
- MAN
- Steyr
- Iveco
- Navistar International
- Hino
- Isuzu
- Mitsubishi
- Star
- Jelcz
- ZIL
- Tatra
- CAMC
- JAC
- Volkswagen
- BMC
- Ford